# Juan Saá
Juan Saá (San Luis, 20 de mayo de 1818 - Villa María, 6 de julio de 1884) fue un militar y político argentino que participó en las luchas contra los gobiernos centralistas de Juan Manuel de Rosas y Bartolomé Mitre.

## Un refugiado en las tolderías
Los hermanos Juan, Francisco y Felipe Saá apoyaron la revolución de  San Luis de noviembre de 1840, que consiguió retener el poder algunas semanas. Luego se sumaron a Juan Lavalle hasta la derrota en la batalla de Quebracho Herrado, a fines de 1840. Desde allí escaparon hacia las tolderías de los indios ranqueles, siguiendo al cacique y coronel Manuel Baigorria.
Se instalaron en las tolderías de Painé, cacique mayor de los ranqueles. Juan Saá se casó con una hija del cacique. Pero en octubre de 1846 se volvieron a San Luis. En 1847 enfrentaron un malón encabezado por el caudillo unitario Manuel Baigorria, al que Juan Saá hirió personalmente en la cara. Gracias a esa acción fue puesto al mando de las tropas de frontera de San Luis en 1848, y sirvió fielmente al gobernador Pablo Lucero.

## En la Confederación
En julio de 1854, bajo el gobierno de Justo Daract, el presidente Justo José de Urquiza lo nombró segundo jefe de la División Sur del Ejército de la Confederación, cuyo mando ocupaba Lucero. A la muerte de este, en marzo de 1856, ocupó el mando de esa División.
Poco después fue reemplazado por Juan Esteban Pedernera, y ayudó a fundar Fuerte Constitucional, actualmente la ciudad de Villa Mercedes. En abril de 1859, Pedernera fue elegido gobernador y Saá volvió a ser el jefe de la División Sur. Pedernera y Saá organizaron las fuerzas de San Luis para la campaña que terminó en la batalla de Cepeda, victoria federal en la que Saá dirigió una división de caballería.
En marzo de 1860 asumió como gobernador de San Luis, y nombró ministro de gobierno a Carlos Juan Rodríguez. Mantuvo buenas relaciones con los indígenas por medio de "recompensas". En agosto de ese año aplastó en Fuerte Constitucional la sublevación del coronel José Iseas, que huyó a Buenos Aires a pesar de la amnistía en su favor.

## Lanza Seca
En San Juan, después de la muerte del exgobernador federal Nazario Benavídez, había tomado el poder el interventor nacional Virasoro, que se mostró como un gobernante excepcionalmente torpe. En noviembre de 1860, Virasoro fue también asesinado, y el gobierno lo ocupó el unitario Antonino Aberastain. El presidente Santiago Derqui nombró interventor federal a Juan Saá, acompañado por dos unitarios, los coroneles Wenceslao Paunero y Emilio Conesa, que se dedicaron a boicotear la intervención. Saá los expulsó.
Desde la frontera de San Luis, en diciembre, exigió el mando de la provincia y la entrega de los asesinos. Pero Aberastain le negó del derecho de entrar en la provincia, y menos con tropas, mientras formaba apuradamente un pequeño ejército. Saá entró en la provincia con toda la División Sur y venció a Aberastain en la batalla de Rinconada del Pocito el 11 de enero de 1861. Aberastain fue llevado prisionero hacia San Juan, pero sus conductores lo acusaron de querer escapar y lo fusilaron. No es seguro que Saá haya ordenado su muerte, pero tampoco es imposible.
El parte de la batalla declaraba que la victoria se había conseguido "a lanza seca", que puede ser interpretado como la mayor parte de su caballería no llegó a utilizar sus lanzas sobre el enemigo. Sobre la base de ello le aplicaron desde entonces el mote de "Lanza Seca".

## Pavón y sus consecuencias
Después del asesinato de dos gobernadores federales, el gobierno de Buenos Aires consideró intolerable la muerte de un gobernador unitario, y entró en una escalada de provocaciones que llevó a la guerra contra la Confederación Argentina.
El presidente Derqui no lograba el poder correspondiente a su cargo, ya que estaba muy condicionado por el comandante de su ejército, Urquiza. Por eso pensó en reemplazarlo por Saá; aunque no llegó a hacerlo, Urquiza se sintió traicionado.
Cuando, en septiembre de 1861, los dos ejércitos chocaron en la batalla de Pavón, la caballería de Saá y Ricardo López Jordán derrotó a la de Buenos Aires. Pero al regresar al campo de batalla, se encontraron con que Urquiza se había retirado con la infantería y la artillería: su ataque había sido rechazado, pero nunca hizo un segundo intento ni movió a su reserva.
Saá se retiró a Río Cuarto, y allí se enteró de que los porteños y las demás provincias unitarias desconocían la autoridad de Derqui y de su Congreso, y de la renuncia del propio Derqui. Un ejército mandando por el coronel Ignacio Rivas iba avanzando hacia el interior, deponiendo a los gobiernos federales, de modo que Saá y Carlos Rodríguez escaparon a Chile. Pisándole los talones venía Sarmiento, que colocó gobernadores unitarios en San Luis y Mendoza, y se puso a sí mismo en San Juan.

## El exilio
Durante la presidencia de Bartolomé Mitre estuvo un tiempo emigrado en Chile y en Europa.
Enterado en 1863 de la invasión de Venancio Flores al Uruguay, se presentó en Montevideo, ofreciendo sus servicios al presidente Bernardo Berro, que le encargó la defensa de la capital. Organizó tropas de infantería, cantones en las entradas a la ciudad y trincheras artilladas. Su acción fue realmente efectiva, e incluso intentó una campaña en defensa de Paysandú. Pero fue detenido en las costas del Río Negro por el coronel Máximo Pérez y tuvo que regresarse al sur. Flores puso sitio a Montevideo, mientras el almirante brasileño marqués de Tamandaré la sitiaba desde el mar.
El presidente renunció y Saá regresó a España, y de allí a Chile.

## La Revolución de los Colorados
En noviembre de 1866, se sublevó en Mendoza un grupo de soldados que estaban por ser enviados a la guerra del Paraguay, y liberó a los presos de la cárcel. Entre estos se hallaba Carlos Juan Rodríguez, exministro de Saá, que inmediatamente formó un gobierno. Era la "Revolución de los Colorados", que se extendió rápidamente por todo Cuyo.
Juan y Felipe Saá cruzaron la cordillera y organizaron el ejército. En enero, Juan de Dios Videla derrotaba a Julio Campos en San Juan y ocupaba la ciudad, y pocos días más tarde, Saá derrotó a Wenceslao Paunero en la Pampa del Portezuelo, ocupando San Luis y arrestando al gobernador Daract. Su hermano Felipe Saá fue nombrado gobernador. El coronel Felipe Varela ocupó San José de Jáchal y organizó el más poderoso de los ejércitos de la revolución, con el que invadió La Rioja.
Mitre regresó hacia Rosario y envió sus mejores tropas desde el Paraguay (las que pudo salvar del desastre de Curupaytí, en septiembre del año anterior), mientras Taboada atacaba desde el norte hacia La Rioja.
Paunero avanzó en marzo desde Río Cuarto hacia San Luis y envió como avanzada al coronel José Miguel Arredondo. Este derrotó a Saá en abril, en una batalla terrible en el paso de San Ignacio sobre el río Quinto. La caballería nacional de Iseas huyó, pero el coronel Luis María Campos atacó con su infantería y desorganizó a los federales, que fueron masacrados.
Saá huyó a Chile, acompañado por Rodríguez y Videla. En La Rioja quedaba Felipe Varela, que fue derrotado días después de San Ignacio en Pozo de Vargas. Aunque consiguió reorganizarse y recorrer durante meses Catamarca, Salta y Jujuy, finalmente se exilió en Bolivia.
Juan Saá regresó a su país en 1880, donde solicitó ser reincorporado al Ejército Argentino, e incluso que le permitieran ser candidato en elecciones. Ambas peticiones le fueron denegadas.
Falleció en Villa María, provincia de Córdoba, el 7 de julio de 1884, mientras viajaba a San Luis.